# マーク・ウィルソン (スコットランドのサッカー選手)
マーク・ウィルソン（Mark Wilson, 1984年6月5日 - ）は、スコットランド・グラスゴー出身の元同国代表サッカー選手、現サッカー指導者。現役時代のポジションはDF（右サイドバック）。

## 経歴
2016年10月31日、スコティッシュ・リーグ1（スコットランド3部）に所属するエアドリーオニアンズFCの監督に就任した。クラブをリーグ3位に引き上げ昇格プレーオフに進出した。2017年6月17日、キャリアのステップアップを希望し退任することでクラブと合意した。

## タイトル

### クラブ
セルティック
- スコティッシュ・プレミアリーグ : 2005-06, 2006-07, 2007-08, 2011-12
- スコティッシュリーグカップ : 2006, 2009
- スコティッシュカップ : 2007, 2011

### 個人
- SPL月間最優秀若手選手（英語版）: 2002.11